# 무게가와정
무게가와정(일본어: 武芸川町)은 일본 기후현 무기군에 설치되었던 정이다. 2005년 2월 7일에 무기군의 주변 4정촌과 함께 세키시에 편입되었다. 

## 역사
- 1956년 9월 29일 - 히가시무게촌, 미나미무게촌이 합병해 무게가와촌이 되었다.
- 2005년 2월 7일 - 호라도 촌·이타도리 촌·무기 정·가미노호 촌과 세키시에 편입하였다.

## 교통

### 도로
- 국도 418호선

## 참고 문헌
- 角川日本地名大辞典編纂委員会,『角川日本地名大辞典 21 岐阜県』1980, 角川書店